# جودي كاميرون
جودي كاميرون (بالإنجليزية: Judy Cameron)‏ (من مواليد 1954) ، وهي طيارة كندية متقاعدة. وكانت أول امرأة كندية تجوب طائرة الخطوط الجوية الكندية، وهي ثاني امرأة تطير على طائرة تجارية كندية، وأول امرأة كندية تقود بوينغ 767 وبوينغ 777.
أنهت جودي دراستها في الآداب في جامعة كولومبيا البريطانية وقادت ثماني ساعات على دراجتها النارية عبر كاستليغار (كولومبيا البريطانية) للتسجيل في مدرسة الطيران في كلية سيلكيرك في كاسلجار. كانت المرأة الوحيدة من أصل 30 رجل وكان لديها خلفية قليلة في الرياضيات والفيزياء. عندما تخرجت في عام 1975 ، كانت أول امرأة تحصل على الرخصة من سيلكيرك. وواصلت كاميرون العمل مع شركات الطيران الإقليمية في ألبرتا، وقضت أيضًا عامًا في قيادة طائرة DC-3 في إنوفيك، إن تي، حيث حملت طائرات منفردة لتزويد حقول النفط في توكتوياكتوك.
في عام 1978 ، في سن ال 24 ، تم توظيفها من قبل شركة طيران كندا، لتصبح أول طيارة نسائية في الخطوط الجوية. كانت أول امرأة يتم طلبها كطيارة لشركة طيران كندية كبرى.
تمت ترقية كاميرون إلى رتبة كابتن في عام 1997 وفي عام 2010 أصبحت أول امرأة كابتن في كندا تقود طراز بوينج 777. في عام 2015 ، حصلت على جائزة إلسي ماكغيل نورثرن لايتس. تقاعدت في 24 مايو 2015 ، بعد 37 سنة من العمل في شركة طيران كندا، حيث حققت 23000 ساعة طيران.